# Källstads socken
Källstads socken i Östergötland ingick i Dals härad och området ingår sedan 1980 i Vadstena kommun och motsvarar från 2016 Källstads distrikt.
Socknens areal är 17,06 kvadratkilometer, varav 8,97 land. År 2000 fanns här 52 invånare. Sockenkyrkan Källstads kyrka ligger i denna socken. 

## Administrativ historik
Källstads socken har medeltida ursprung. 
Vid kommunreformen 1862 övergick socknens ansvar för de kyrkliga frågorna till Källstads församling och för de borgerliga frågorna till Källstads landskommun. Landskommunen inkorporerades 1952 i Östgöta-Dals landskommun, ingick från 1967 i Vadstena stad som 1971 ombildades till Vadstena kommun, ingick 1974-1979 i Motala kommun och från 1980 i Vadstena kommun. Församlingen uppgick 2006 i Dals församling.
1 januari 2016 inrättades distriktet Källstad, med samma omfattning som församlingen hade 1999/2000.  
Socknen har tillhört samma fögderier och domsagor som socknens härader.  De indelta soldaterna tillhörde  Första livgrenadjärregementet, Motala kompani och Andra livgrenadjärregementet, Vadstena kompani.

## Geografi
Källstads socken ligger vid Tåkern norra strand delvis på en halvö. Socknen är en uppodlad slättbygd.

## Fornlämningar
Kända från socknen är boplatser från stenåldern samt nu förstörda gravar från järnåldern.

## Namnet
Namnet (1292 Ketastadum) kommer från kyrkbyn. Förleden har antagits innehålla mansnamnet Käti/Kätil. Efterleden är sta(d), 'ställe'.

### Fotnoter
1. 1 2  Svensk Uppslagsbok andra upplagan 1947–1955: Källstad socken
2. 1 2  Harlén, Hans; Harlén Eivy (2003). Sverige från A till Ö: geografisk-historisk uppslagsbok. Stockholm: Kommentus. Libris 9337075. ISBN 91-7345-139-8
3. ↑  ”Församlingar”. Statistiska centralbyrån. https://www.scb.se/hitta-statistik/regional-statistik-och-kartor/regionala-indelningar/forsamlingar/. Läst 30 december 2022.
4. ↑  Administrativ historik för Källstad socken (Klicka på församlingsposten). Källa: Nationella arkivdatabasen, Riksarkivet.
5. 1 2  Sjögren, Otto (1931). Sverige geografisk beskrivning del 2 Östergötlands, Jönköpings, Kronobergs, Kalmar och Gotlands län. Stockholm: Wahlström & Widstrand. Libris 9939
6. 1 2  Nationalencyklopedin
7. ↑  Fornlämningar, Statens historiska museum: Källstads socken
8. ↑  Fornminnesregistret, Riksantikvarieämbetet: Källstads socken Fornminnen i socknen erhålls på kartan genom att skriva in sockennamn (utan "socken") i "Ange geografiskt område"
9. ↑  Mats Wahlberg, red (2003). Svenskt ortnamnslexikon. Uppsala: Institutet för språk och folkminnen. Libris 8998039. ISBN 91-7229-020-X. https://isof.diva-portal.org/smash/get/diva2:1175717/FULLTEXT02.pdf